# Nihon SF taikai
Il Nihon SF taikai (日本SF大会? "Grande incontro di SF del Giappone") è un insieme di convention di fantascienza che si tengono ogni anno in Giappone. Anche se le varie edizioni dell'evento sono numerate in maniera ordinale, sono più popolarmente conosciute col soprannome ufficiale assegnatole in base alla località, solitamente composto dal primo ideogramma del nome della località stessa seguito da -con di convention: ad esempio, si parla di Tōkon quando si svolge a Tōkyō o di Daicon quando si svolge a Ōsaka (perché il primo ideogramma di Ōsaka si legge alternativamente anche dai).
Ogni anno attira generalmente oltre un migliaio di fan della fantascienza e gli eventi che offre includono conferenze, lezioni, letture, proiezioni, feste, giochi, concerti e una sala per la vendita di libri rari, riviste, dōjinshi e altri oggetti legati al genere.
Numerosi premi vengono assegnati in seno alla convention, in particolare il Premio Seiun per le migliori opere di fantascienza dell'anno votate dai partecipanti.
Al di fuori del Giappone, il Nihon SF taikai è famoso soprattutto per i filmati d'animazione Daicon III e Daicon IV Opening Animation, prodotti per le cerimonie di apertura di Daicon 3 e Daicon 4 dagli animatori che in seguito fondarono lo studio d'animazione Gainax.

## Edizioni
1. 1962 - Tokyo - MEG-CON
2. 1963 - Tokyo - TOKON
3. 1964 - Osaka - DAICON
4. 1965 - Tokyo - TOKON 2
5. 1966 - Nagoya - MEICON
6. 1967 - Tokyo - TOKON 3
7. 1968 - Tokyo - TOKON 4
8. 1969 - Prefettura di Kumamoto - KYUKON
9. 1970 - Tokyo - TOKON 5
10. 1971 - Osaka - DAICON 2
11. 1972 - Nagoya - MEICON 2
12. 1973 - Hokkaidō - EZOCON
13. 1974 - Kyoto - MIYACON
14. 1975 - Kōbe - SHINCON
15. 1976 - Tokyo - TOKON 6
16. 1977 - Yokohama - HINCON
17. 1978 - Prefettura di Kanagawa - ASHINOCON
18. 1979 - Nagoya - MEICON 3
19. 1980 - Tokyo - TOKON 7
20. 1981 - Osaka - DAICON 3
21. 1982 - Tokyo - TOKON 8
22. 1983 - Osaka - DAICON 4
23. 1984 - Hokkaidō - EZOCON 2
24. 1985 - Prefettura di Niigata - GATACON Special Summer Fest
25. 1986 - Osaka - DAICON 5
26. 1987 - Prefettura di Ishikawa - URACON '87
27. 1988 - Prefettura di Gunma - MiG-CON
28. 1989 - Nagoya - DAINA CON EX
29. 1990 - Tokyo - TOKON 9
30. 1991 - Kanazawa - i-CON
31. 1992 - Yokohama - HAMACON
32. 1993 - Osaka - DAICON 6
33. 1994 - Okinawa - RYUCON
34. 1995 - Hamamatsu - はまなこん (Hamanacon)
35. 1996 - Kitakyūshū - コクラノミコン (Kokuranomicon)
36. 1997 - Hiroshima - あきこん (Akicon)
37. 1998 - Nagoya - CAPRICON 1
38. 1999 - Prefettura di Nagano - やねこん (Yanecon)
39. 2000 - Yokohama - Zero-CON
40. 2001 - Makuhari Messe, Chiba - SF2001 International Future Confererence (未来国際会議?, Mirai Kokusai Kaigi)
41. 2002 - Prefettura di Shimane - ゆ～こん (Yūcon)
42. 2003 - Prefettura di Tochigi - T-con 2003
43. 2004 - Gifu - G-CON
44. 2005 - Yokohama - HAMACON 2
45. 2006 - Matsushima - みちのくSF祭ずんこん (Michinoku SF Matsuri Zuncon)
46. 2007 - Yokohama - Nippon2007
47. 2008 - Osaka - DAICON 7
48. 2009 - Prefettura di Tochigi - T-con 2009
49. 2010 - Edogawa, Tokyo - TOKON 10
50. 2011 - Shizuoka - DONBURACON-L
51. 2012 - Yūbari - VARICON
52. 2013 - Hiroshima - KOICON
53. 2014 - Tsukuba - NUTS-CON
54. 2015 - Yonago - COMECON
55. 2016 - Toba - ISESHIMACON
56. 2017 - Shizuoka - DONBURACON-LL
57. 2018 - Minakami - JURACON
58. 2019 - Saitama - SCI-CON